# 外岡好梨花
外岡 好梨花（日语：外岡 えりか、1991年6月11日—）是日本神奈川縣出身的女演員及日本偶像團體IDOLING!!!的成員之一。雖然發音是一樣的，但她的前專業名稱必須寫成外岡枝里香。目前她是隸屬於Box Corporation。她曾報讀於法政大學。

## 主要演出

### 電影
- 馬屁世家 THE MOVIE（2009年） - あばしり菊之助[3]
- Re:Play-Girls 幻影學園（2010年） - 主演・ミチ[3]
- コネコノキモチ（2011年） - ミュー[3]

### 電視劇
- 鐵道少女（2008年－2009年）[3]
- 抓住明日的光（2010年） - 水島菖蒲[3]
- MARUMO的規定（2011年） - 尾崎凜花[3]
- 抓住明日的光2（2011年） - 水島菖蒲[3]
- 戀愛很奢侈會降臨到我身上嗎?（2012年、富士電視台TWO）[3]
- 黑豹2 人中之龍 阿修羅篇 第四章・第七章（2012年、TBS／每日放送） - 酒店小姐 繪理香[3]
- 兒童警察 第3話（2012年5月1日、TBS） - 加藤ゆり子[3]

### 電視節目
- IDOLING!!!（2006年10月至今、富士電視台）[4]

### 映像
- はじまり（2008年5月2日）[3]
- Refreshing（2008年9月30日）[3]
- トノトノSmile（2009年2月18日）[3]
- Bathroomから愛をこめて（2010年4月7日）[3]

### 電視廣告
- ARAX集團（2006年－2007年、千葉電視台）
- 安愚樂牧場（2007年）
- 麥當勞（日本）（2007年－2009年）
- 三井住友銀行（SMBC）消費者金融（2012年至今）[3]

### 舞台劇
- Steins;Gate (2013年) 牧瀬紅莉栖

## 書物

### 寫真集
- ひまわり（2007年11月22日）ISBN 978-4776204756
- I am Seventeen（2009年4月17日）ISBN 978-4902307078

## 外部連結
- Box Corporation內的外岡好梨花個人檔案 （日語）
- 官方日誌（页面存档备份，存于） （日語）
- IDOLING!!!官方網站 - 富士電視台
- IDOLING!!!官方網站 - 波麗佳音